# アリよりのアリ〜理想の男女をビジュアル化〜
『アリよりのアリ〜理想の男女をビジュアル化〜』（アリよりのアリ りそうのだんじょをビジュアルか）は、TBSテレビにて、2015年10月30日から2016年3月25日まで金曜1:11 - 1:41（木曜深夜）に放送されていたトークバラエティ番組。有田哲平の冠番組。

## 概要
ゲストの理想とする「外見」と「内面」をファッション、メイク、再現VTRなどを通して、再現する。
2016年3月25日をもって放送終了したが、有田出演枠は同年5月より月曜深夜にて『有田ジェネレーション』が放送されている。
2016年6月7日に特番が放送された。

## 出演者
- 有田哲平（くりぃむしちゅー）

## 放送リスト
| 回 | 放送日            | ゲスト | 備考                   |
| -- | ----------------- | --- | ---------------------- |
| 1  | 2015年 10月30日   | 羽田圭介、浅田舞、高岡早紀 | 1:13 - 1:43に放送。    |
| 2  | 11月6日           | 羽田圭介、浅田舞、高岡早紀 | 1:13 - 1:43に放送。    |
| 3  | 11月13日          | 藤田ニコル、小沢一敬（スピードワゴン）、広田レオナ                                                                               | 1:21 - 1:51に放送。    |
| 4  | 11月20日          | 藤田ニコル、小沢一敬（スピードワゴン）、広田レオナ                                                                               | 1:31 - 2:01に放送。    |
| 5  | 11月27日          | 羽田圭介、山本モナ、指原莉乃（HKT48）、山里亮太（南海キャンディーズ）                                                            | -                      |
| 6  | 12月4日           | 羽田圭介、山本モナ、指原莉乃（HKT48）、山里亮太（南海キャンディーズ）                                                            | -                      |
| 7  | 12月11日          | 滝沢カレン、指原莉乃（HKT48）、片岡安祐美                                                                                        | 1:16 - 1:46に放送。    |
| 8  | 12月18日          | 滝沢カレン、指原莉乃（HKT48）、片岡安祐美                                                                                        | -                      |
| 9  | 2016年 1月5日(火) | 松嶋尚美、指原莉乃（HKT48）、高畑裕太、井上裕介（NON STYLE）、高橋真麻、橋本マナミ、馬場典子、熊切あさ美、小峠英二（バイきんぐ） | 23:53 - 翌1:08に放送。 |
| 10 | 1月15日           | 松嶋尚美、指原莉乃（HKT48）、高畑裕太、井上裕介（NON STYLE）、高橋真麻、橋本マナミ、馬場典子、熊切あさ美、小峠英二（バイきんぐ） | -                      |
| 11 | 1月22日           | 松嶋尚美、指原莉乃（HKT48）、高畑裕太、井上裕介（NON STYLE）、高橋真麻、橋本マナミ、馬場典子、熊切あさ美、小峠英二（バイきんぐ） | -                      |
| 12 | 1月29日           | ハリセンボン、平井理央、ナジャ・グランディーバ                                                                                   | -                      |
| 13 | 2月5日            | ハリセンボン、平井理央、ナジャ・グランディーバ                                                                                   | -                      |
| 14 | 2月19日           | 市川紗椰、高野人母美、高木里代子、大久保佳代子（オアシズ）、鈴木奈々                                                             | -                      |
| 15 | 2月26日           | 市川紗椰、高野人母美、高木里代子、大久保佳代子（オアシズ）、鈴木奈々                                                             | -                      |
| 16 | 3月4日            | 市川紗椰、高野人母美、高木里代子、大久保佳代子（オアシズ）、鈴木奈々                                                             | -                      |
| 17 | 3月11日           | 指原莉乃（HKT48）、横澤夏子、BaeK                                                                                                | 0:58 - 1:28に放送。    |
| 18 | 3月18日           | 指原莉乃（HKT48）、横澤夏子、BaeK                                                                                                | -                      |
| 19 | 3月25日           | ハリセンボン、平井理央、ナジャ・グランディーバ、指原莉乃（HKT48）、横澤夏子、BaeK                                                | 1:13 - 1:43に放送。    |

## ネット局と放送時間
| 放送対象地域 | 放送局             | 系列    | 放送期間                       | 放送日時                     | 備考       |
| ------------ | ------------------ | ------- | ------------------------------ | ---------------------------- | ---------- |
| 関東広域圏   | TBSテレビ（TBS）   | TBS系列 | 2015年10月30日 - 2016年3月25日 | 金曜 1:11 - 1:41（木曜深夜） | 製作局     |
| 新潟県       | 新潟放送（BSN）    | TBS系列 | 2015年11月4日 - 2016年4月6日   | 水曜 1:13 - 1:43（火曜深夜） | 遅れネット |
| 中京広域圏   | CBCテレビ（CBC）   | TBS系列 | 2015年11月6日 - 2016年4月8日   | 金曜 1:58 - 2:30（木曜深夜） | 遅れネット |
| 福岡県       | RKB毎日放送（RKB） | TBS系列 | 2015年11月11日 - 2016年4月7日  | 木曜 1:08 - 1:38（水曜深夜） | 遅れネット |
| 沖縄県       | 琉球放送（RBC）    | TBS系列 | 2015年11月13日 - 2016年4月8日  | 金曜 0:58 - 1:28（木曜深夜） | 遅れネット |
| 近畿広域圏   | 毎日放送（MBS）    | TBS系列 | 2016年2月6日 - 9月17日         | 土曜未明（金曜深夜）         | 遅れネット |
| 宮城県       | 東北放送（TBC）    | TBS系列 | 2016年2月26日 - 7月8日         | 金曜 1:30 - 2:00（木曜深夜） | 遅れネット |
| 広島県       | 中国放送（RCC）    | TBS系列 | 2016年3月29日 - 8月2日         | 火曜 1:20 - 1:50（月曜深夜） | 遅れネット |
| 北海道       | 北海道放送（HBC）  | TBS系列 | 2016年4月20日 - 9月7日         | 水曜 0:56 - 1:27（火曜深夜） | 遅れネット |

## スタッフ
- 構成：桜井慎一、木南弘明
- ナレーター：渡辺美佐
- TM：丹野至之
- TD：大蔵聡
- カメラ：横田研一
- VE：平子勝隆
- 音声：宇野仁美
- 照明：加藤由美子
- CG：大森清一郎
- 編集：内海大助
- MA：渡邉佳己
- 音効：鈴木瑞穂、田中健
- 美術プロデューサー：中西忠司
- 美術デザイン：桝本瑠璃
- 美術制作：桂誉和
- 装置：坂本進
- 装置操作：佐藤翔太
- アクリル装飾：渡邉卓也
- 衣装：岩崎秀典
- 持道具：寺澤麻由美
- ヘアメイク：大岩乃里子
- 電飾：住義仁
- 装飾：田村建二
- 技術協力：キャミックス
- 編成：田口健介
- 宣伝：小山陽介
- TK：五味真琴
- デスク：渡辺香織
- マネージメントプロデューサー：豊田壮一
- AD：平野陽子、生見翼、姜杞林、大野道子、石井夕賀
- ディレクター：和田悟、加藤丈博、早田翔、接津巧
- AP：林貴恵、大谷真弓
- 演出：光用さやか、佐藤賢二、軸原資雄、林博史
- 総合演出：川平秀二
- プロデューサー：三島圭太、時松隆吉、寺田淳史、今井真木子、関原奈津子
- 制作著作：TBS